# Megamagic: Wizards of the Neon Age
Megamagic: Wizards of the Neon Age — компьютерная игра в жанрах RPG и стратегии в реальном времени, разработанная и выпущенная испанской студией BeautiFun Games в 2016 году.
До Megamagic BeautiFun Games выпустили Nihilumbra. Средства на разработку новой игры собирались при помощи краудфандинга на площадке Kickstarter. Планировалось, что если проект соберёт достаточный бюджет, то она будет портирована на PlayStation Vita и Wii U, однако он не смог собрать и запланированной суммы в 20 000 долларов США.

## Сюжет
Согласно сюжету, за 2000 лет назад до современности на Землю падает метеорит. Метеор, согласно игре, обладает волшебными свойствами, поэтому люди получили волшебные способности. В игре новая эра названа «неоновым веком». «Неоновый век» привёл к появлению магии и изменению законов физики в игровом мире.
Согласно сюжету, люди живут в стиле 80-х годов, носят яркую одежду. Игра предусматривает изучение заклинаний и гримов (игровых существ).
В игровом мире существуют фракции, у каждой из которых различная идеология. Главная фракция — Ордер, её помощники — Техно Рейнджеры. Против Ордера, согласно сюжету, выступают Панки и Мертвецы, причём Мертвецы в игре считаются более опасными.

## Геймплей
Игра создана в стиле 1980-х годов.
В игре есть 20 гримов и 16 заклинаний. Заклинания открываются по мере путешествия игрока и исследования им локаций. Игра предоставляет возможность сражаться с врагами.
В игре есть следующие игровые элементы:
- бутылки зелья (могут помочь призвать гримов)
- напитки в баночках (повышают уровень здоровья)
- бутылки крови (излечивают игрока). Помимо них, можно использовать сохранения.
- мелкие ингредиенты (подбираются в сундуках или после битв, позволяют изучать гримов

## Восприятие
| Сводный рейтинг    | Сводный рейтинг |
| Агрегатор          | Оценка          |
| ------------------ | --------------- |
| Metacritic         | 67/100          |
| Иноязычные издания |                 |
| Издание            | Оценка          |
| IGN Spain          | 7/10            |

Согласно Metacritic, игра получила «смешанные отзывы» от критиков.